# Liberty BASIC
Liberty Basic es un dialecto BASIC interpretado dirigido especialmente para el entorno gráfico Windows. En sus versiones iniciales se ejecutaba en Windows 3.x. Ofrece compatibilidad con los diferentes Microsoft BASIC para MS-DOS, principalmente GWBASIC y QBASIC, incluso tiene una solución para la instrucción PRINT USING.